# Plectrocnemia rizeiensis
Plectrocnemia rizeiensis är en nattsländeart som beskrevs av Füsun Sipahiler 1987. Plectrocnemia rizeiensis ingår i släktet Plectrocnemia och familjen fångstnätnattsländor. Inga underarter finns listade i Catalogue of Life.